# Italia en los Juegos Europeos de Bakú 2015
Italia participó en los Juegos Europeos de Bakú 2015 con una delegación de 291 deportistas. Responsable del equipo nacional fue el Comité Olímpico Nacional Italiano, así como las federaciones deportivas nacionales de cada deporte con participación.
La portadora de la bandera en la ceremonia de apertura fue la yudoca Giulia Quintavalle.

## Medallistas
El equipo de Italia obtuvo las siguientes medallas:
| Nombre | Deporte           | Competición                  |
| --- | ----------------- | ---------------------------- |
| Oro |                   |                              |
| Alice Volpi | Esgrima           | Florete ind. F               |
| Alessio Foconi                                                                                                  | Esgrima           | Florete ind. M               |
| Alberto Pellegrini Luigi Miracco Massimiliano Murolo Giovanni Repetti                                           | Esgrima           | Sable por equipos M          |
| Sveva Schiazzano                                                                                                | Natación          | 1500 m libre F               |
| Valerio Luchini                                                                                                 | Tiro              | Skeet M                      |
| Petra Zublasing                                                                                                 | Tiro              | Rifle 3 posiciones 50 m F    |
| Valerio Luchini Diana Bacosi                                                                                    | Tiro              | Skeet mixto                  |
| Petra Zublasing Niccolò Campriani                                                                               | Tiro              | Rifle 10 m mixto             |
| Natalia Valeeva Mauro Nespoli                                                                                   | Tiro con arco     | Equipo mixto                 |
| Natalia Valeeva Guendalina Sartori Elena Tonetta                                                                | Tiro con arco     | Equipo F                     |
| Plata |                   |                              |
| Valentino Manfredonia                                                                                           | Boxeo             | Semipesado (–81 kg) M        |
| Vincenzo Picardi                                                                                                | Boxeo             | Mosca (–52 kg) M             |
| Vincenzo Mangiacapre                                                                                            | Boxeo             | Superligero (–64 kg) M       |
| Marzia Davide                                                                                                   | Boxeo             | Gallo (–54 kg) F             |
| Valentina Alberti                                                                                               | Boxeo             | Welter ligero (–64 kg) F     |
| Sofia Ciaraglia Caterina Navarria Martina Criscio Rebecca Gargano                                               | Esgrima           | Sable por equipos F          |
| Alessio Foconi Francesco Ingargiola Lorenzo Nista Damiano Rosatelli                                             | Esgrima           | Florete por equipos M        |
| Equipo | Fútbol playa      | Torneo M                     |
| Michela Castoldi Davide Donati                                                                                  | Gimnasia aeróbica | Par mixto                    |
| Luca Maresca | Karate            | Kumite –60 kg M              |
| Luigi Busà | Karate            | Kumite –75 kg M              |
| Mattia Busato                                                                                                   | Karate            | Kata M                       |
| Frank Chamizo                                                                                                   | Lucha libre       | 65 kg M                      |
| Giovanni Izzo                                                                                                   | Natación          | 50 m libre M                 |
| Alessandro Miressi                                                                                              | Natación          | 100 m libre M                |
| Giacomo Carini                                                                                                  | Natación          | 200 m mariposa M             |
| Alessandro Miressi Giovanni Izzo Ivano Vendrame Alessandro Bori                                                 | Natación          | 4x100 m libre M              |
| Ilaria Cusinato                                                                                                 | Natación          | 400 m estilos F              |
| Elisa Scarpa Vidal                                                                                              | Natación          | 200 m mariposa F             |
| Giulia Verona                                                                                                   | Natación          | 200 m braza F                |
| Giulia Verona                                                                                                   | Natación          | 100 m braza F                |
| Ilaria Cusinato                                                                                                 | Natación          | 200 m estilos F              |
| Ruslan Adriano Cristofori                                                                                       | Saltos            | Trampolín 3 m M              |
| Niccolò Campriani                                                                                               | Tiro              | Rifle 10 m M                 |
| Marco De Nicolo                                                                                                 | Tiro              | Rifle en pos. tendida 50 m M |
| Diana Bacosi | Tiro              | Skeet F                      |
| Bronce |                   |                              |
| Francesco Ingargiola                                                                                            | Esgrima           | Florete ind. M               |
| Alberto Pellegrini                                                                                              | Esgrima           | Sable ind. M                 |
| Luigi Miracco                                                                                                   | Esgrima           | Sable ind. M                 |
| Marco Fichera Andrea Santarelli Gabriele Cimini Gabriele Bino                                                   | Esgrima           | Espada por equipos M         |
| Valentina Cipriani                                                                                              | Esgrima           | Florete ind. F               |
| Camilla Batini Alberta Santuccio Brenda Briasco Giulia Rizzi                                                    | Esgrima           | Espada por equipos F         |
| Chiara Cini Valentina Cipriani Carolina Erba Alice Volpi                                                        | Esgrima           | Florete por equipos F        |
| Giulia Cantoni Assunta Galeone Odette Giuffrida Edwige Gwend Elisa Marchio Valentina Moscatt Giulia Quintavalle | Judo              | Equipo F                     |
| Giovanni Pellielo                                                                                               | Tiro              | Foso M                       |
| Antonino Barilla                                                                                                | Tiro              | Doble foso M                 |
| Chiara Cainero                                                                                                  | Tiro              | Skeet F                      |